# Мост Цзяншун
Мост Цзяншун (кит. 江顺大桥) — комбинированный мостовой переход, пересекающий реку Синцзян, расположенный на территории городского округа Цзянмынь и Фошань; 14-й по длине основного пролёта вантовый мост в мире (8-й в Китае). Является частью скоростной автодороги.

## Характеристика
Мост соединяет западный и восточный берега реки Синцзян соответственно район Пэнцзян городского округа Цзянмынь и район Шуньдэ городского округа Фошань.
Длина мостового перехода — 2 290 м, в том числе мост над руслом реки 1 056 м. Мостовой переход представлен двухпилонным вантовым мостом с длиной основного пролёта 700 м, который сменяется с двух сторон секциями балочной конструкции и двумя мостовыми подходами (эстакады) с обеих сторон. Дополнительные пролёты вантовой секции два по 106 м с двух сторон от основного, дополнительные балочной секции по два с двух сторон 70 и 60 м. Высота основных башенных опор — 186 м. Башенные опоры имеют форму буквы Н. 
Имеет 6 полос движения (по три в обе стороны) с допустимой скоростью движения транспорта 80 км/час.
Стоимость строительства мостового перехода 21,2 млрд. юаней.